# Санмаргита (Муреш)
Санмаргита (рум. Sânmărghita) насеље је у Румунији у округу Муреш у општини Санпаул. Oпштина се налази на надморској висини од 284 m.

## Становништво
Према подацима из 2002. године у насељу је живело 239 становника.

### Попис2002.
| Расподела становништва по националности 2002.‍ | Расподела становништва по националности 2002.‍ | Расподела становништва по националности 2002.‍ | Расподела становништва по националности 2002.‍ | Расподела становништва по националности 2002.‍ |
| --------------------------------------------- | --------------------------------------------- | --------------------------------------------- | --------------------------------------------- | --------------------------------------------- |
|                                               |                                               |                                               |                                               |                                               |
| Румуни                                        | Румуни                                        |                                               | 205                                           | 85,8%                                         |
| Мађари                                        | Мађари                                        |                                               | 8                                             | 3,3%                                          |
| Роми                                          | Роми                                          |                                               | 26                                            | 10,9%                                         |